# Diaparsis frontella
Diaparsis frontella là một loài tò vò trong họ Ichneumonidae.